# 해강중학교
해강중학교(海江中學校)는 대한민국 부산광역시 해운대구 우동에 있는 공립 중학교이다.

## 학교 연혁
- 2003년 10월 1일 : 해강중학교 설립인가(36학급) 조례 공포
- 2005년 2월 5일 : 신축교사 준공 (교과교실 38, 특별교실 45, 기타 편의시설)
- 2005년 3월 1일 : 초대 최상태 교장 취임
- 2005년 3월 4일 : 개교 및 제1회 입학식 거행(11학급 322명)
- 2008년 2월 20일 : 제1회 졸업식 거행
- 2011년 2월 28일 : We Class(정서나눔교실) 구축
- 2011년 9월 1일 : 교무업무 효율화 연구학교 운영(2011.9.1-2012.8.31)
- 2012년 3월 1일 : 건강증진모델 연구학교 운영(2012.3.1-2015.2.28)
- 2015년 3월 2일 : 해양교육 연구학교 운영(~2017.2.28. 해양수산부 주관)
- 2017년 3월 1일 : STEAM 연구학교 운영(~2019.2.28)
- 2024년 9월 2일 : 제9대 김현화 교장 취임
- 2025년 2월 10일 : 제18회 졸업식(12학급 329명) 계 6,194명
- 2025년 3월 4일 : 제21회 입학식 (13학급 409명)

## 참고 자료
- 해강중학교 - 한국교육학술정보원 학교알리미